# Last Time I Saw Him
Last Time I Saw Him es el quinto álbum de estudio de la cantante estadounidense Diana Ross. Fue publicado en diciembre de 1973 a través del sello discográfico Motown.

## Recepción de la crítica
Un escritor no especificado de la revista Cash Box declaró: “La hermosa cantante/actriz Diana despliega su belleza una vez más en una impresionante colección de canciones, que incluye un sencillo y quejumbroso tema que da nombre al álbum y tres números fantásticos, «Turn Around», «When Will I Come Home to You» y «I Heard a Love Song (But You Never Made a Sound)», los dos últimos producidos por el talentoso veterano Bob Gaudio. De principio a fin, la encantadora Diana teje un dulce hechizo de amor que se ha convertido en su marca inconfundible. «No One's Gonna Be A Fool Forever», «Love Me» y «Sleepin'» son fabulosas baladas de amor que se destacan aún más por los excelentes arreglos y la increíble voz de Diana. Nos encanta todo el álbum”. Un escritor no especificado de la revista Billboard escribió: “Diana y algunas bonitas melodías son una combinación deliciosa. [...] Este paquete pop ciertamente afirma la poderosa capacidad de Diana para destacarse como una estilista vocal distinta”.

## Lista de canciones
| Lado uno |                                    |                                    |                |          |  |
| N.º      | Título                             | Escritor(es)                       | Productor(es)  | Duración |  |
| 1.       | «Last Time I Saw Him»              | Michael Masser Pam Sawyer          | Michael Masser | 2:49     |  |
| 2.       | «No One's Gonna Be a Fool Forever» | Masser Sawyer                      | Michael Masser | 3:30     |  |
| 3.       | «Love Me»                          | Tom Baird Nick Zesses Dino Fekaris | Tom Baird      | 2:54     |  |
| 4.       | «Sleepin'»                         | Ron Miller Terry Etlinger          | Ron Miller     | 4:41     |  |
| 5.       | «You»                              | Miller Etlinger                    | Ron Miller     | 4:21     |  |

| Lado dos |                                                    |                                               |               |          |  |
| N.º      | Título                                             | Escritor(es)                                  | Productor(es) | Duración |  |
| 1.       | «Turn Around»                                      | Malvina Reynolds Allan Greene Harry Belafonte | Tom Baird     | 2:24     |  |
| 2.       | «When Will I Come Home to You»                     | Bob Gaudio Al Ruzicka Kathy Wakefield         | Bob Gaudio    | 3:15     |  |
| 3.       | «I Heard a Love Song (But You Never Made a Sound)» | Bob Gaudio Brit Gaudio                        | Bob Gaudio    | 2:33     |  |
| 4.       | «Stone Liberty»                                    | Bob Gaudio Wakefield                          | Bob Gaudio    | 2:55     |  |
| 5.       | «Behind Closed Doors»                              | Kenny O'Dell                                  | Diana Ross    | 2:34     |  |

- Los lados uno y dos fueron combinados como pista 1–10 en la reedición de CD.

| Disco uno: Original LP and Japanese Quad Edition |                                                                            |          |  |
| N.º                                              | Título                                                                     | Duración |  |
| 11.                                              | «Last Time I Saw Him» (Japanese Quad Edition)                              | 2:54     |  |
| 12.                                              | «No One's Gonna Be a Fool Forever» (Japanese Quad Edition)                 | 3:34     |  |
| 13.                                              | «Love Me» (Japanese Quad Edition)                                          | 2:58     |  |
| 14.                                              | «Sleepin'» (Japanese Quad Edition)                                         | 4:41     |  |
| 15.                                              | «You» (Japanese Quad Edition)                                              | 4:26     |  |
| 16.                                              | «Turn Around» (Japanese Quad Edition)                                      | 2:27     |  |
| 17.                                              | «When Will I Come Home to You» (Japanese Quad Edition)                     | 3:14     |  |
| 18.                                              | «I Heard a Love Song (But You Never Made a Sound)» (Japanese Quad Edition) | 2:36     |  |
| 19.                                              | «Stone Liberty» (Japanese Quad Edition)                                    | 2:53     |  |
| 20.                                              | «Behind Closed Doors» (Japanese Quad Edition)                              | 2:50     |  |

| Disco dos: First Time I Saw Him – Unreleased Bonus Tracks |                                          |                                                                                  |                      |          |  |
| N.º                                                       | Título                                   | Escritor(es)                                                                     | Productor(es)        | Duración |  |
| 1.                                                        | «I'll Be Here (When You Get Home)»       | David Jones Wade Brown John Bristol                                              | Johnny Bristol       | 3:51     |  |
| 2.                                                        | «Why Play Games»                         | Leonard Caston Anita Poree                                                       | Frank Wilson         | 2:42     |  |
| 3.                                                        | «I Don't Care Where the Money Is»        | Michael Randall                                                                  | Michael Randall      | 2:48     |  |
| 4.                                                        | «Get It All Together»                    | Poree Bobby Sanders Clarence Scarborough                                         | Ron Miller           | 4:01     |  |
| 5.                                                        | «Where Did We Go Wrong» (Version No.1)   | Baird Miller                                                                     | Ron Miller Tom Baird | 3:53     |  |
| 6.                                                        | «Since I Don't Have You»                 | James Beaumont Walter Lester Joseph Rock John Taylor John Verscharen Janet Vogel | Bob Gaudio           | 3:24     |  |
| 7.                                                        | «Let Me Be the One»                      | Roger Nichols Paul Williams                                                      | Lar Mar              | 2:28     |  |
| 8.                                                        | «I Want to Go Back There Again»          | Berry Gordy Chris Clark                                                          | Hal Davis            | 3:04     |  |
| 9.                                                        | «Old Funky Rolls» (Alternate)            | Miller Terry Etlinger                                                            | Ron Miller           | 3:47     |  |
| 10.                                                       | «Last Time I Saw Him» (Unedited Version) | Masser Pam Sawyer                                                                | Michael Masser       | 3:40     |  |

## Posicionamiento
| Gráfica (1974)                            | Pico de posición |
| ----------------------------------------- | ---------------- |
| Australia (Kent Music Report)             | 50               |
| Canadá (RPM Top Albums)                   | 68               |
| Estados Unidos (Billboard Top LPs & Tape) | 52               |
| Estados Unidos (Billboard Soul LPs)       | 12               |
| Reino Unido (UK Albums Chart)             | 41               |